# شعير مفلطح
شعير مفلطح (الاسم العلمي:Hordeum complanatum) هي نوع نباتي يتبع جنس الشعير من الفصيلة النجيلية.  